# Adam Barrett
Adam Barrett (ur. 30 lipca 1992 w Reading, Berkshire) – brytyjski pływak specjalizujący się głównie w stylu dowolnym, zmiennym i motylkowym.

## Życiorys
Adam Barrett urodził się 30 lipca 1992 w Reading w Berkshire w Anglii. Swoją karierę sportową jako pływak rozpoczął w 2014 roku w wieku 22 lat, występując po raz pierwszy na Igrzyskach Wspólnoty Narodów w Glasgow w Szkocji jako reprezentant Anglii, zdobywając dwa brązowe medale w dyscyplinie na 100 metrów stylem motylkowym i w sztafecie 4x100 metrów stylem dowolnym razem z Adamem Brownem, Jamesem Disney-Mayem i Benjaminem Proudem z czasem 3:16.37 sek. oraz złoty w sztafecie 4x100 metrów stylem zmiennym razem z Chrisem Walker-Hebbornem, Adamem Peatym i Adamem Brownem z czasem 3:31.51 sek.
Po występie na Igrzyskach Wspólnoty Narodów, pojawił się na Mistrzostwach Europy w pływaniu w Berlinie w Niemczech jako reprezentant Wielkiej Brytanii, zdobywając złoty medal w sztafecie 4x100 metrów stylem zmiennym razem z Chrisem Walker-Hebbornem, Adamem Peatym i Benem Proudem z czasem 3:31.73 sek.